# Abri Stevenson
Pour les articles homonymes, voir Abri.
Un abri météorologique, ou abri météo, également appelé abri Stevenson, désigne un boîtier utilisé en météorologie pour protéger les instruments de mesure contre les précipitations ainsi que les radiations (émissions) directes de chaleur de sources extérieures, tout en continuant à permettre la libre circulation de l'air autour de ces instruments de mesure. Conçus pour accueillir divers instruments de mesure (thermomètres, hygromètre, baromètre, psychromètre, thermographe), l'abri permet de créer, autant que possible, un environnement uniforme en relation avec l'air extérieur.
Partie intégrante d'une station météorologique standard, l'abri porte le nom de son concepteur, l'ingénieur écossais Thomas Stevenson (1818-1887) et père de l'écrivain Robert Louis Stevenson.
En URSS, et plus tard en Russie, ces abris, sont appelées abris psychrométriques, thermométriques ou Selianinov - du nom du climatologue russe Georgi Selianinov, qui a complété la conception avec un trépied interne spécial pour les thermomètres 

## Description

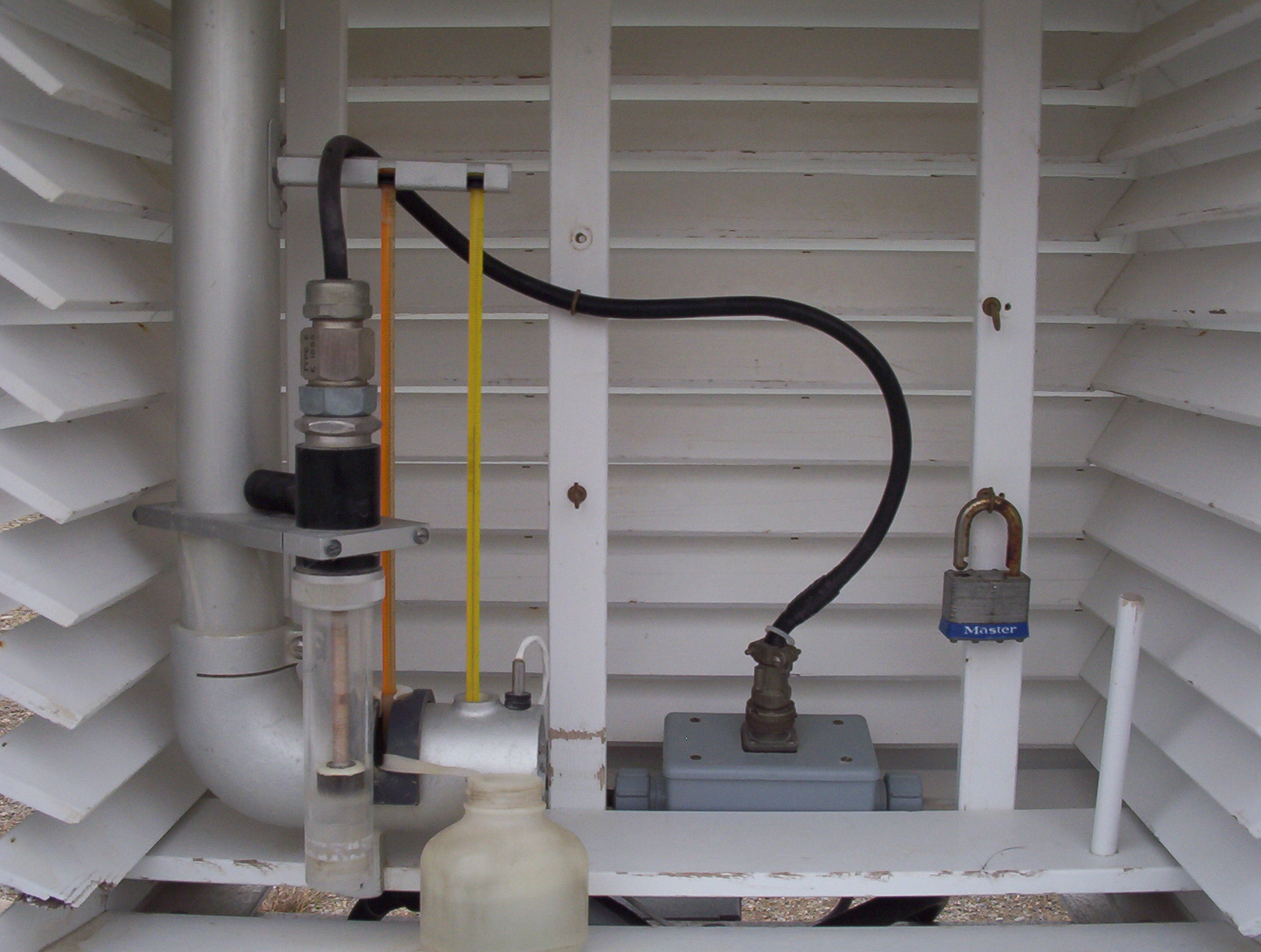
Intérieur d'un abri Stevenson

Ayant habituellement la forme d'une boîte construite en bois dotée de doubles persiennes, d'un plancher à claire-voie et d'un double toit avec cheminée d'aération, l'abri Stevenson peut cependant adopter d'autres formes ou bien être composé d'autres matériaux.
Les dimensions de l'abri vont dépendre du nombre d'instruments qu'il doit contenir.
L'unité peut ensuite être montée sur un support en bois ou bien un tube métallique.
Les normes fixées par l'Organisation météorologique mondiale (OMM) imposent que les thermomètres soient placés à une hauteur comprise entre 1,25 et 2 mètres au-dessus du sol.
Le sommet de l'abri était à l'origine composé de deux panneaux d'amiante séparés par une couche d'air. Ces panneaux ont généralement été remplacés par un pelliculage en raison des risques liés à la santé. Entièrement revêtu de plusieurs couches de peinture blanche destinée à réfléchir les radiations, l'abri nécessite pour son entretien d'être repeint tous les deux ans.

## Utilisations
L'emplacement de l'abri est déterminant afin de minimiser les effets des bâtiments et des arbres. Environnement Canada, par exemple, préconise que l'abri soit placé à au moins deux fois la distance de la hauteur de l'objet (c'est-à-dire à 20 mètres de tout arbre mesurant 10 mètres de haut). Dans l'hémisphère nord, la porte de l'abri doit toujours faire face au nord pour éviter un ensoleillement direct des thermomètres. Toutefois, dans les régions polaires, avec vingt-quatre heures d'ensoleillement, l'observateur doit prendre garde à protéger les thermomètres du soleil en même temps qu'il doit éviter que sa propre chaleur corporelle ne perturbe les mesures.
Un type particulier d'abri de Stevenson a été spécialement adapté pour être utilisé à bord d'un bateau. L'unité pend alors du plafond, ce qui lui permet de demeurer verticale quels que soient les mouvements du navire.